# Australie au Concours Eurovision de la chanson 2024
L'Australie est l'un des trente-sept pays participants du Concours Eurovision de la chanson 2024, qui se déroule à Malmö en Suède. Le pays est représenté par le duo australien Electric Fields et leur titre One Milkali (One Blood), sélectionnés en interne par le diffuseur australien Special Broadcasting Service (SBS). Le pays ne parvient pas à se qualifier pour la finale, terminant à la 11e position de sa demi-finale avec 41 points.

## Sélection interne
Alors que l'accord d'invitation australienne à l'Eurovision doit prendre fin en 2023, le diffuseur australien annonce révèle le 23 septembre 2023 être en pourparlers avec l'UER afin de continuer à participer dans les années à venir.  La présence du pays à l'Eurovision 2024 est finalement confirmée par la liste finale des  pays participants publiée le 5 décembre 2023. Le 15 février 2024, SBS annonce avoir sélectionné en interne l'artiste et la chanson qui représenterait le pays au concours et qu'ils seraient révélés le 6 mars 2024(le 5 mars dans les autres pays concurrents), avec un extrait de la chanson publié deux jours avant sa publication,. Le 6 mars 2024, le duo Electric Fields est finalement annoncé comme représentant australien à l'Eurovision 2024 avec leur chanson One Milkali (One Blood). Il avait terminé deuxième lors de la première édition de l'Eurovision - Australia Decides en 2019 avec la chanson 2000 and Whatever. La chanson est la première chanson participante à l'Eurovision à contenir des paroles en yankunytjatjara,.

## À l'Eurovision
À l'Eurovision, l'Australie participe à la première demi-finale le 7 mai 2024. Y terminant 11e avec 41 points, le pays échoue à se qualifier en finale.